# Greg Steube
William Gregory Steube, dit Greg Steube, né le 19 mai 1978 à Bradenton (Floride), est un militaire, avocat et homme politique américain. Membre du Parti républicain, il est élu de la Floride à la Chambre des représentants des États-Unis depuis 2019.

## Biographie

### Jeunesse et occupations professionnelles
Greg Steube grandit dans le comté de Manatee et travaille dans un ranch durant sa jeunesse. En 2000, il est diplômé en sciences de l'élevage de l'université de Floride. En 2003, il obtient son juris doctor de la même université, pour devenir avocat.
De 2004 à 2008, il sert dans l'armée de terre américaine comme officier d'infanterie aéroporté et officier du Judge Advocate General's Corps. Il est notamment déployé en Irak.

### Législature de Floride

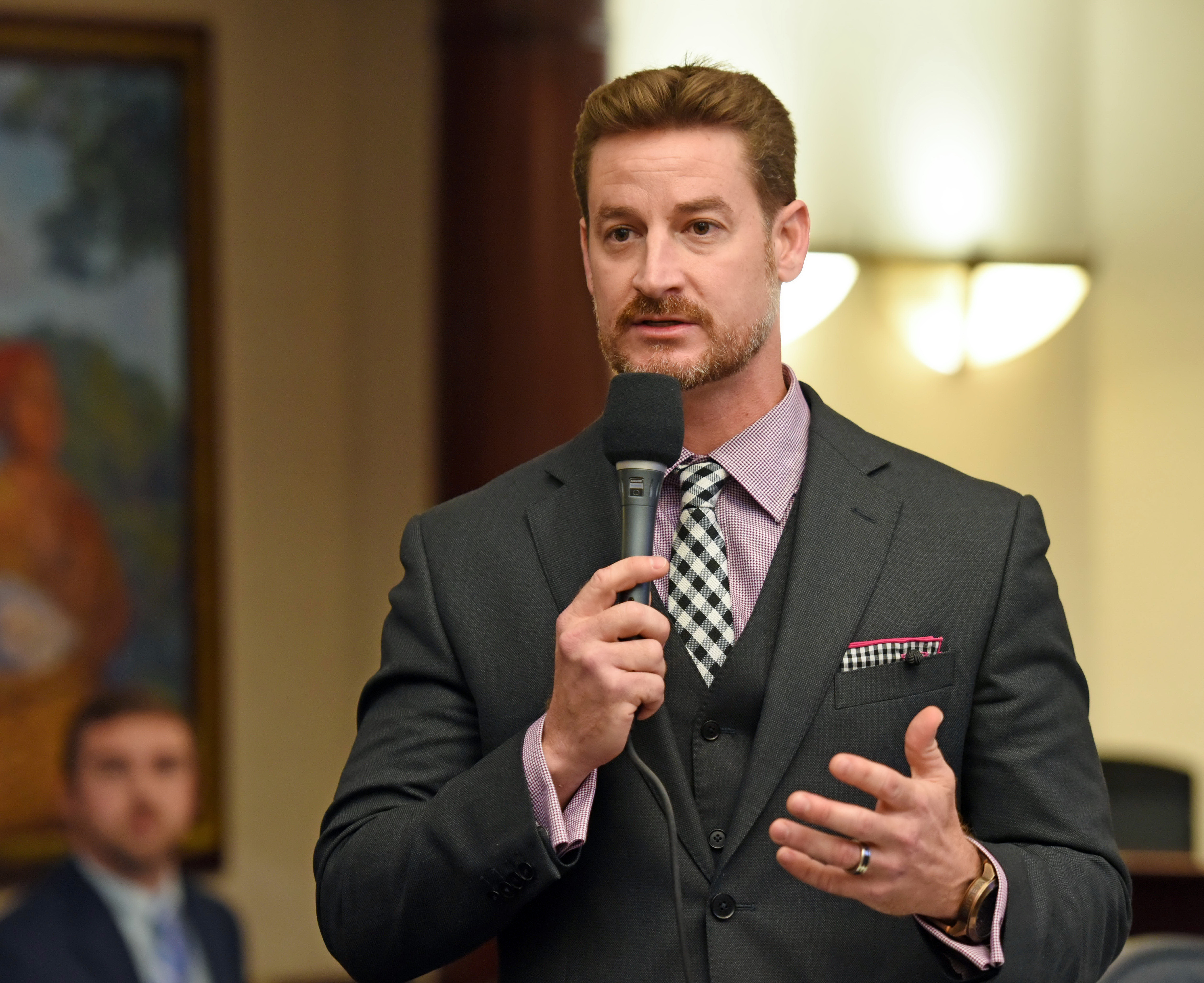
Steube à la Chambre des représentants de Floride en 2016.

Steube est élu à la Chambre des représentants de Floride en 2010 puis au Sénat de Floride en 2016. Particulièrement conservateur, il est connu au sein de la législature pour ses positions en faveur des armes à feu.

### Élection au Congrès
En février 2018, lorsque le représentant Tom Rooney annonce qu'il ne se représentera pas aux élections de novembre, Steube se porte candidat à sa succession à la Chambre des représentants des États-Unis. Il remporte facilement la primaire républicaine, avec environ 60 % des voix devant le vétéran Bill Akins et le représentant d'État Julio Gonzalez. Il devient alors le favori de l'élection dans une circonscription conservatrice qui donne une majorité de 27 points à Donald Trump lors de l'élection présidentielle de 2016,.
Face au décès de son opposante démocrate, April Freeman, Steube suspend deux semaines sa campagne ; Freeman est remplacée par Allen Ellison, qui n'apparaît cependant pas sur les bulletins de vote, imprimés au nom de Freeman. Faisant notamment campagne sur son soutien au président Trump, Steube est élu avec plus de 62 % des suffrages. Il est confortablement réélu face à Allen Ellison en 2020 avec plus de 64 % des voix.

## Positions politiques
Steube est un républicain conservateur. Lors de ses premiers mois au Congrès, il vote notamment contre le budget fédéral n'incluant pas le mur voulu par Donald Trump à la frontière mexicaine et contre la résolution de soutien à l'OTAN (rejetée par seulement 22 représentants sur 435).